# Vikinj
Vikinj (mađ. Vékény) je selo u južnoj Mađarskoj. 
Zauzima površinu od 9,36 km četvornih.

## Zemljopisni položaj
Nalazi u sjeverno od gore Mečeka (mađ. Mecsek), na 46°16' sjeverne zemljopisne širine i 18°21' istočne zemljopisne dužine, na 278 m nadmorske visine. Obližnja naselja su na sjeveru sela Lengyel (4 km udaljen) i 3 km udaljeni Sras, a Maroca je 4 km zapadno.

## Upravna organizacija
Upravno pripada komlovskoj mikroregiji u Baranjskoj županiji. Poštanski broj je 7333.

## Stanovništvo
U Vikinju živi 150 stanovnika (2005.).  Mađari su većina, a Roma je nešto manje od 7%. Rimokatolika je blizu 90%, a u selu je nekoliko luterana i kalvinista.

## Vanjske poveznice
- (mađ.) Vékény Önkormányzatának honlapja
- (mađ.) Vékény a Vendégvárón  Arhivirana inačica izvorne stranice od 18. ožujka 2007. (Wayback Machine)
- Vikinj na fallingrain.com